# Kynódontas
Kynódontas (en griego Κυνόδοντας; también llamada Canino en España, y Colmillo o Dogtooth en Argentina) es una película griega de 2009, dirigida por Yorgos Lanthimos acerca de una familia disfuncional en la que un esposo y una esposa mantienen a sus hijos ignorantes del mundo exterior en su propiedad hasta la edad adulta. La película está protagonizada por Christos Stergioglou, Michelle Valley, Angeliki Papoulia, Mary Tsoni y Christos Passalis.
Es el segundo largometraje de Lanthimos y ganó el Premio Un certain regard en el Festival de Cine de Cannes 2009 y fue nominada a la Mejor Película de Habla no Inglesa en los Premios Óscar en 2011.

## Argumento
Un matrimonio y sus tres hijos jóvenes adultos, un hijo y dos hijas, viven en un complejo grande con un jardín y una piscina. La propiedad está rodeada por una alta valla, evitando que los niños nunca estén ni vean hacia el otro lado de ella; sus padres los han mantenido desconectados del mundo exterior, incluso de la existencia de objetos cotidianos como el teléfono. Se les enseña diferentes significados para dichos objetos; por ejemplo, se les dice que un «zombi» es «una pequeña flor amarilla» y que «el mar» es un sillón. Aunque a los niños se les dice que tienen un hermano justo al otro lado de la valla, este nunca aparece.
Los padres prometen que cada niño estará listo para salir fuera del complejo una vez que hayan perdido un colmillo. 
El único no miembro de la familia que entra en la casa es Christina, una joven que trabaja como guardia de seguridad en la fábrica del padre. El padre la lleva al complejo con los ojos vendados —se desplaza en ambos sentidos con los ojos tapados— con el fin de realizar favores sexuales para el hijo. Insatisfecha Christina con la preferencia del hijo por el coito, busca sexo oral de la hija mayor a cambio de una diadema. Ella, más tarde, le da la diadema a su hermana menor a cambio de ser lamida en el hombro, que está marcado por una cicatriz sin explicación.
Los padres han engañado a los niños incluso diciéndoles que los aviones en general no son más que juguetes que caen, algunas veces, en el jardín. Permiten que los niños busquen los aviones de juguete que han caído en el jardín y el niño que encuentra el juguete se lo queda. Un día, la hija mayor encuentra a su hermano jugando con su avión, ella toma represalias cortando su brazo con un cuchillo de cocina.
El padre visita un centro de adiestramiento de perros y exige que su perro regrese. El entrenador se niega porque el perro solo ha llegado a la segunda etapa de una formación de cinco etapas. El padre está impaciente por recibir al perro, como él expresa a su esposa. Cuando la llegada del perro es considerada inminente, los padres les dicen a los niños que la madre pronto dará a luz a «dos niños y un perro», pero el nacimiento de los niños puede ser cancelado si el hijo y sus hijas muestran una mejora en su comportamiento.
Los hermanos están aterrorizados por la aparición de un gato callejero en el jardín. Teniendo en cuenta que es una amenaza, el hijo lo mata con un par de tijeras de podar. Los padres deciden aprovechar el incidente. El padre hace jirones su ropa, se cubre de sangre falsa, y vuelve a la casa, donde le dice a sus hijos que su hermano invisible fue mutilado a muerte por un gato, la criatura más temible. A los niños se les enseña a ponerse en cuatro patas y ladrar como maníacos como medida de precaución contra los gatos. Un servicio conmemorativo se lleva a cabo por el hermano, en el que los miembros de la familia dejan flores encima de la valla a causa de duelo.
Christina vuelve de nuevo al recinto para realizar sus servicios y solicitudes de sexo oral de la hija mayor. Sin embargo, la hija rechaza la oferta de Christina de gel para el cabello, como recompensa, eligiendo en lugar dos cintas de vídeo VHS de la bolsa de Christina, con varias películas (Rocky IV, Tiburón y Flashdance). Christina se niega a entregar las películas, pero al final acepta bajo la amenaza de chantaje. La hija mayor mira las películas por la noche, y estas tienen una influencia significativa sobre ella. Ella recrea escenas de las películas y las cita en sus momentos libres. El padre encuentra las cintas de vídeo, las modela en un arma con cinta de embalaje, y las utiliza para golpear la cabeza de su hija. Luego, el padre va al departamento de Cristina, quita el reproductor de VCR de la pared y la golpea con él. Al salir, maldice sus futuros hijos a ser corrompidos por «malas influencias».
A medianoche, la rodilla del hijo se lesiona con un martillo y acusa a su hermana menor. Ella afirma que fue atacada por un gato con un martillo y el padre acepta su historia. Los padres deciden rápidamente que, como Christina ya no está disponible, permitir que el hijo elija a una de las hijas como reemplazo. Después de acariciar a las dos hermanas al mismo tiempo en el baño con los ojos cerrados, elige a la mayor, que más tarde se vistió y su madre la preparó para el encuentro sexual. La hija mayor está visiblemente incómoda durante el coito, y luego recita un pasaje amenazante de Rocky IV a su hermano.
La hija mayor comienza a mostrar agitación durante la ejecución del baile que los niños habían organizado para el aniversario de boda de sus padres. Ella baila la coreografía de Flashdance hasta el agotamiento y luego devora su postre. Más tarde, en el baño, ella se rompe la cara con una mancuerna para noquear un colmillo. Sonriente y con sangre, corre sin ser detectada por el jardín, se mete en el maletero del coche y lo cierra con ella dentro. El padre descubre su sangre y fragmentos de dientes en el lavabo por la noche. Corre fuera del recinto y busca en la hierba alta, mientras que los otros tres permanecen solos en el interior de las instalaciones, ladrando como perros en cuatro patas. Por la mañana, el hijo y la hija menor se abrazan y besan, mientras que el padre conduce a su trabajo, sin darse cuenta de que lleva la hija mayor en su maletero. El padre entra. El coche se encuentra afuera, sin vigilancia, pero la hija se queda en el maletero.

## Producción
Canino fue la primera película de Boo Producciones, una empresa publicitaria ateniense. El Centro de Cinematografía griego apoyó el proyecto con aproximadamente 200.000 euros y la mayor parte de la producción fue hecha con la ayuda de voluntarios. El rodaje se llevó a cabo en agosto de 2008, y tuvieron dificultades para obtener ciertos servicios al encontrarse en ese periodo bastantes tiendas cerradas.

### Guion
El argumento se basa en la experiencia del director con sus amigos, quienes se dedicaban a proteger a sus hijos, y si les decían algo lo calificaban como una ataque hacia su familia, y el director empezó a pensar cómo sería la sociedad sin la familia. La idea que desarrolla la película parte de la manipulación de la percepción del mundo. Así, el universo en el que viven los jóvenes está totalmente corrompido: todo viene filtrado por el criterio paterno.

## Reparto
- Christos Stergioglou: Padre
- Michelle Valley: Madre
- Aggeliki Papoulia: Hija mayor
- Mary Tsoni: Hija menor
- Christos Passalis: Hijo
- Anna Kalaitzidou: Christina
- Alexander Voulgaris: Entrenador de perros

## Recepción
En su país de origen, el crítico griego Dimitris Danikas dio a la película una calificación de ocho sobre diez («con entusiasmo») y la caracterizó como «negra, surrealista, pesadilla». Él cree que Kynódontas es tan importante para el cine griego como, en 1970, lo fue la película Reconstitución, de Theodoros Angelopoulos. Continúa diciendo que «Lanthimos compone y va de un nivel a otro como un salvaje-creador, constantemente y continuamente manteniendo el mismo estilo riguroso. De ahí la afasia, de ahí la uniformidad, de ahí la sumisión y la cultura de masas programada; asesino en serie, por lo tanto, sin embargo, la desobediencia, la anarquía. Como dije al principio, Kynódontas tiene el surrealismo de Buñuel, el bisturí de Haneke, el horror subterráneo de un thriller sin la salpicadura. Perfecto». Danikas caracterizó la nominación al Premio de la Academia de Kynódontas como «el mayor triunfo griego de los últimos años». El columnista Dimitris Bouras, de Kathimerini, se refirió a «los efectos beneficiosos que podría tener el prestigioso premio» y cree que la nominación revela tres hechos interesantes: «1) en Grecia necesitamos ser extrovertidos (y no solo en el cine), 2) un producto exportable ha de tener identidad, 3) la nominación de Kynódontas es como una inversión: maná del cielo de Hollywood para el cine griego en desarrollo».